# فندق بصل وفلفل
فندق بصل وفلفل هو أول مسلسل كارتوني إماراتي باللهجة المصرية على قناة ماجد للاطفال يتناول مغامرات البصل (البصل) والفلفل (الفلفل)،رجلي الأعمال الأصدقاء الذين يتعاونون، على الرغم من اختلافهم تمامًا عن بعضهم البعض من حيث آراء وسلوكيات، لإطلاق مشروع أحلامهم: فندق بصل وفلفل. سرعان ما يضربهم سوء الحظ ويفتح فندق منافس أفضل بكثير وأكثر

## طاقم العمل[2]

### تأليف
- عمرو حسني

#### إخراج
- أحمد عبد الحميد

الأداء الصوتي
- أيمن طارق (بصل)
- عمرو عصام (فلفل)
- مصطفى بسيوني (بتنجان)
- محمود مبروك
- حنان بغدادي
- احمد السيد
- همت مصطفى
- نيرمين جمعة

### مدير إبداعي و ستوري بورد
- خالد عبد العزيز

### منتج في إشراف على الكتابة
- مينا نكلا

### تنفيذ
- Mangamfilms
- Viking Production

### رسامي الرسوم المتحركة
- محمد أحمد
- سمر جمال
- أحمد زيزو

### تزوير الرسوم المتحركة
- نهال الرفاعي
- محمد أحمد
- سمر جمال
- سارة خالد

### تركيب المؤثرات البصرية
- أشرف لاشين
- هيثم حسني

### التركيب المسبق
- أحمد مبارك

### تم تسجيل الصوت باستديوهات
- Feedback

### مونتاج صوتي
- حسن سعيد

### مدير الإنتاج
- شهاب الدين كمال

### منتج تنفيذي
- خالد عيدة